# Sântimbru, Harghita
Sântimbru (în maghiară Csíkszentimre) este satul de reședință al comunei cu același nume din județul Harghita, Transilvania, România. Până în 2004 a făcut parte din comuna Sâncrăieni.

## Așezare
Localitatea Sântimbru este situată în partea sud-estică a județului Harghita, în Depresiunea Ciucului, pe malul Oltului, la poalele estice ale Munților Harghitei, pe drumul județean 123A, Sânsimion - Sântimbru - Sâncrăieni, la 11 km. de municipiul Miercurea Ciuc.

## Nume
Denumirea maghiară a localității îl evocă pe prințul Emeric, canonizat în anul 1083.

## Istoric
Săpăturile arheologice făcute de-a lungul vremii pe teritoriul satului au adus dovezi materiale a unei locuiri încă din cele mai vechi timpuri astfel, pe malul stâng al Oltului, pe o terasă înaltă se află urmele unei așezări din epoca bronzului, Hallstatt și dacică.
În perimetrul așezării dacice, de pe malul stâng al râului Olt, întinsă pe o suprafață de peste 3 ha, s-au descoperit un cuptor de olar, un mormânt de inhumație și nouă gropi de formă cilindrică ce conțin vase întregi sau fragmente de vase modelate cu mâna și roata, râșnițe, piroane de fier și măgele de lut datate în sec.III-II î.e.n. - sec. I e.n. 
Materiale de factură dacică s-au mai descoperit în apropierea conacului Henter în locul numit "Dâlma Conacului", lângă Capela Sf. Margareta și în locul numit "Vársarka".
De pe teritoriul satului, din locuri neprecizate mai provin: o oală bitronconică și o fructieră de culoare negru-brun, borcane ornamentate cu brâu crestat sau alveolar, fragmente de vase dacice precum și o râșniță din epoca bronzului.
Între anii 1762-1851 satul a făcut parte din Compania a III-a a Primului Regiment Secuiesc de Infanterie.
Începând cu anul 1876 satul Sântimbru a aparținut de Comitatul Ciuc din Regatul Ungariei, apartenență ce se încheie în anul 1920, odată cu semnarea Tratatului de la Trianon, tratat ce prevedea stabilirea frontierelor Ungariei cu vecinii săi. În perioada interbelică, satul face parte teritorial-administrativ de județul Ciuc, iar din anul 1968, odată cu desființarea Regiunii Autonome Maghiare, aparține județului Harghita.

## Economie
Economia localității se bazează în mod special pe agricultură prin cultura plantelor și creșterea animalelor, dar și pe industria de exploatare și prelucrare primară a lemnului, căt și pe comerțul cu produse agricole și agroturism.

## Atracții turistice
- Capela Sf. Margareta, secolul al XIV-lea
- Biserica romano-catolică, monument din secolul al XV-lea, edificat în stil gotic și transformat în anul 1776 în stil baroc
- Conacul Henter, construit în stil baroc renascentist în anul 1693
- Monumentul Eroilor
- Băile Sântimbru
- Mlaștina Büdös - Sântimbru (rezervație naturală)
- Bazinul Ciucului de Jos (sit de importanță comunitară inclus în rețeaua ecologică europeană Natura 2000 în România)

## Localități înfrățite
- Chene-Bougeries, Elveția
- Balatonberény, Ungaria
- Jászó, Ungaria
- Káld, Ungaria
- Tura, Ungaria